# Mouvement des panneaux signalétiques retournés
Le mouvement des panneaux signalétiques retournés (ou à l'envers) est un mouvement de protestation initié par les syndicats agricoles FDSEA et Jeunes agriculteurs du département du Tarn, il s’est ensuite étendu à toute la France et à d’autres pays européens. Il a débuté en octobre 2023 en Occitanie et  s'est achevé quelques semaines plus tard. Certaines de ses revendications ont été reprises par le mouvement des agriculteurs de 2024 en France, dont il est distinct notamment par son origine (des agriculteurs non syndiqués).  

## Contexte
L'initiative naît précisément dans le département du Tarn d'une action conjointe des syndicats locaux de la Fédération nationale des syndicats d'exploitants agricoles (FNSEA) et des Jeunes agriculteurs (JA) visant à dénoncer l'excès de normes de réglementation et une forme de concurrence déloyale venue d'autres pays qui ne sont pas soumis à ces normes, les retards de versement des aides agricoles européennes et le nombre d'importations, notamment de viande bovine et porcine, qui pourraient être selon eux produites et consommées en France. 
Le slogan « On marche sur la tête », censé imager les injonctions contradictoires qui touchent le monde agricole est rapidement utilisé sur les réseaux sociaux pour communiquer autour de ces actions. 

## Actions
L'opération consiste à retourner et à fixer à l'envers des panneaux signalétiques d'entrée et de sortie de communes en France.  
Dans la nuit du 29 octobre 2023, les panneaux des communes de Mazamet et de Castres ont été retournés, le lendemain ce sont plus de 300 panneaux des communes Tarnaises qui subissent le même sort. Rapidement ces actions suscitent l’interrogation de la presse locale et des habitants. Le 3 novembre Christophe Rieunau (secrétaire général de la FDSEA 81) revendique sur les réseaux sociaux ces actions au nom de la FDSEA et des jeunes agriculteurs du Tarn, en expliquant pourquoi selon eux « On marche sur la tête ». Dans les jours qui suivent des actions similaires sont menées par des agriculteurs de toute l’Occitanie. 
À partir du 11 novembre, des panneaux d’entrées de commune commencent à être retournés dans le département du Finistère, notamment pour alerter le ministre de l’Agriculture, Marc Fesneau, en visite dans le Finistère le 17 novembre 2023. Le 13 novembre, dans les Hauts-de-France, plus d’une cinquantaine de panneaux retournés ont été recensés. Dans la nuit du 18 novembre au 19 novembre, une centaine de panneaux de communes sont inversés dans le Haut-Rhin. 
Dans la nuit du 23 au 24 novembre 2023, plusieurs centaines de panneaux sont retournés dans de nombreuses communes de l'Yonne, le long des principaux axes routiers, mais aussi dans des communes rurales. La même action est menée dans la Nièvre, en Dordogne, Corrèze, Charente-Maritime et dans la Manche. Le 26 novembre, en Savoie, les panneaux de signalisation des entrées de Montmélian, Valgelon-La Rochette, Saint-Pierre-d’Albigny, La Chapelle-Blanche sont constatés comme étant à l'envers. Dans la nuit du 29 novembre 2023, les panneaux d’entrées d’agglomération de soixante-dix communes du nord-est de l’Eure sont retournés. En Bretagne, des panneaux sont retournés à Loudéac, Lamballe-Armor, Saint-Brieuc, Vannes. 
Fin novembre 2023, environ 10 000 panneaux retournés sont recensés en France.
En septembre 2024, une nouvelle opération visant les panneaux signalétique est organisée par les jeunes agriculteurs et la FDSEA du Tarn. Cette fois c’est le nom des agglomérations Tarnaise qui est interverti, Carmaux devenant Mazamet et Albi devenant Castres. Une double symbolique est alors avancée par les 2 syndicats :
- « ne vous trompez pas d’endroit » au sujet des campagnes de vaccination gratuites contre les virus de la MHE et de la FCO destinées aux élevages et dont le Tarn n’est pas éligible 
- « mais où va-t-on » pour demander un vrai cap et plus de clarté dans les orientations politiques agricoles de la France. 

## Revendications
Damien Brayotel, président de la Fédération départementale d'exploitants agricoles de l'Yonne (FDSEA 89) et les Jeunes agriculteurs de l'Yonne revendiquent cette action nationale avec le slogan « On marche sur la tête ». Selon lui, cette action vise à sensibiliser le grand public et les élus locaux au « ras-le-bol » des agriculteurs, qui dénoncent « un excès de réglementation » de la part du gouvernement et le manque d'une « vraie vision d'avenir pour l'agriculture ».
Le syndicat des Jeunes agriculteurs dénonce la non-application de la loi Egalim, sur la transparence des grandes surfaces quant à l’origine des produits vendus et la fixation d’un prix de vente servant à rémunérer correctement les agriculteurs, la réduction des phytosanitaires de 50 % d’ici 2030 (plan Ecophyto) ou la mise en jachère d’au moins 4 % de terres arables imposée par la PAC pour bénéficier de ses aides.

## Réactions

### Réactions politiques
L'action des agriculteurs est diversement appréciée des municipalités. Certaines replacent rapidement leurs panneaux de signalisation à l'endroit. Certains élus décident de s'allier à cette cause en procédant eux-mêmes à l'inversion des panneaux, et la majorité ne déposent pas plainte tout en s'interrogeant sur cette action symbolique. Selon Jean-Luc Alibert, maire (Horizons) de Soual (Occitanie), « Il n'y a pas de danger, surtout qu'en plus, ils ont vraiment pris soin de ne retourner que le panneau d'entrée d'agglomération, ils n'ont pas touché à la signalétique plus sécuritaire ». Certains maires marquent leur soutien en les laissant à l'envers comme le maire de Laroin, Bernard Marque, qui déclare : « On les a remis à l'endroit une première fois, le lendemain, ils étaient à nouveau à l'envers. [...] on n'avait pas que ça à faire de remettre des panneaux à l'endroit », tout en indiquant être solidaire des revendications du fait du manque de vocations dans le métier.
Le 5 décembre 2023, la FNSEA et les Jeunes agriculteurs sont reçus par la Première ministre Élisabeth Borne et le ministre de l’Agriculture Marc Fesneau, à Matignon. Le président de la FNSEA, Arnaud Rousseau, annonce avoir obtenu l’abandon de la hausse des taxes sur les pesticides et l’eau. Le 7 décembre 2023, le ministre de l'Agriculture, Marc Fesneau, assiste au congrès de la Fédération nationale des producteurs laitiers. Un panneau « Alençon » retourné est déposé au pied du ministre et du préfet de l’Orne en référence au mouvement. Concernant la filière biologique, en grande difficulté notamment liée à l’inflation, Marc Fesneau indique que la valorisation de la filière biologique ne peut pas se faire en opposition permanente avec l’agriculture conventionnelle et que le renouvellement des générations est un problème à traiter.

### Réactions judiciaires potentielles
Plusieurs textes du Code pénal sont susceptibles de pouvoir s'appliquer à ces actions de protestation des jeunes agriculteurs français dont l'infraction de dégradation et détérioration régie par les articles 322-1 et suivants et R. 635-1 du Code pénal (amende allant de 1 500 € à 75 000 € et d'une peine d'emprisonnement maximale de 5 ans). Néanmoins, cette infraction réprime le fait de détruire, dégrader ou détériorer un bien appartenant à autrui. Le fait de positionner des panneaux à l'envers ne tombe cependant pas sous le coup de ce texte puisqu'il n'en résulte aucune détérioration, même mineure, pour les panneaux et leurs supports. De même, la loi prévoit une sanction  lors de mise en danger d'autrui de l'article 223-1 du Code pénal, ce qui n'est pas le cas compte tenu que seuls les panneaux signalétiques mentionnant le nom de l'agglomération sont concernés. Bien que la sécurité routière des administrés ne soit pas en jeu, les communes sont tenues de repositionner les panneaux correctement pour signaler l'entrée sur leur territoire.

## Galerie

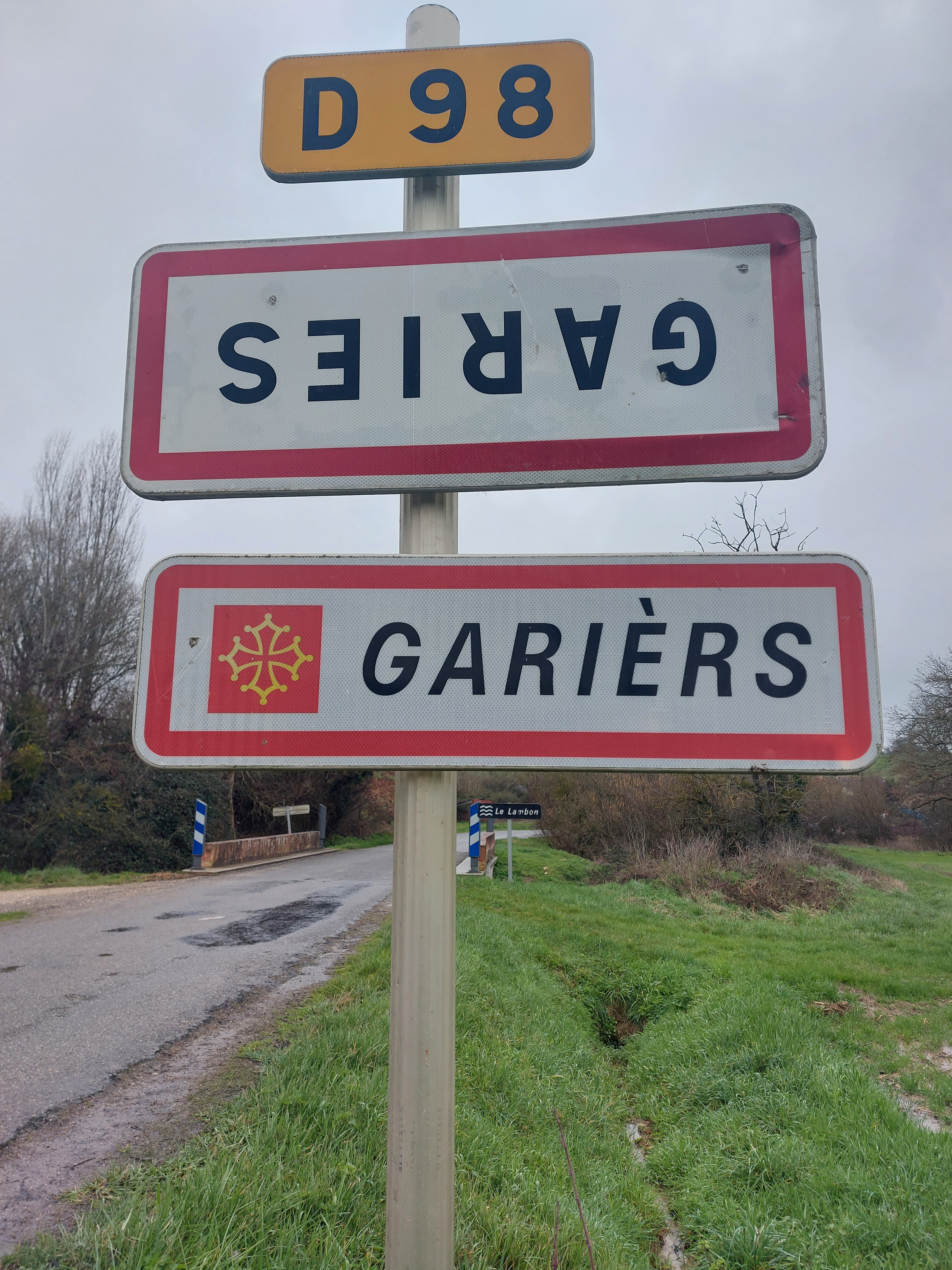
Panneau retourné à Gariès, dans le Tarn-et-Garonne (Occitanie)
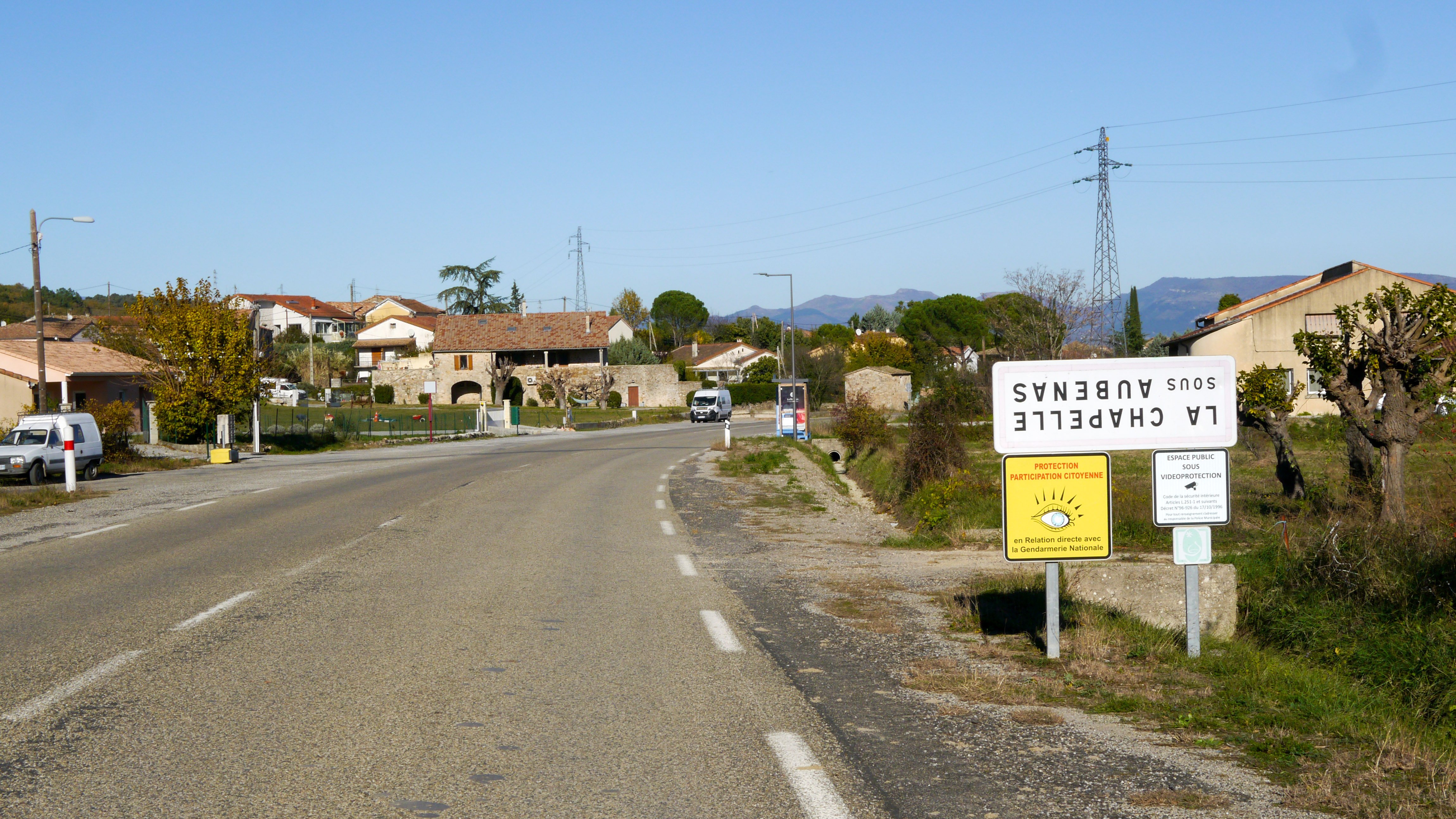
Panneau retourné à Lachapelle-sous-Aubenas (Ardèche) en novembre 2023.
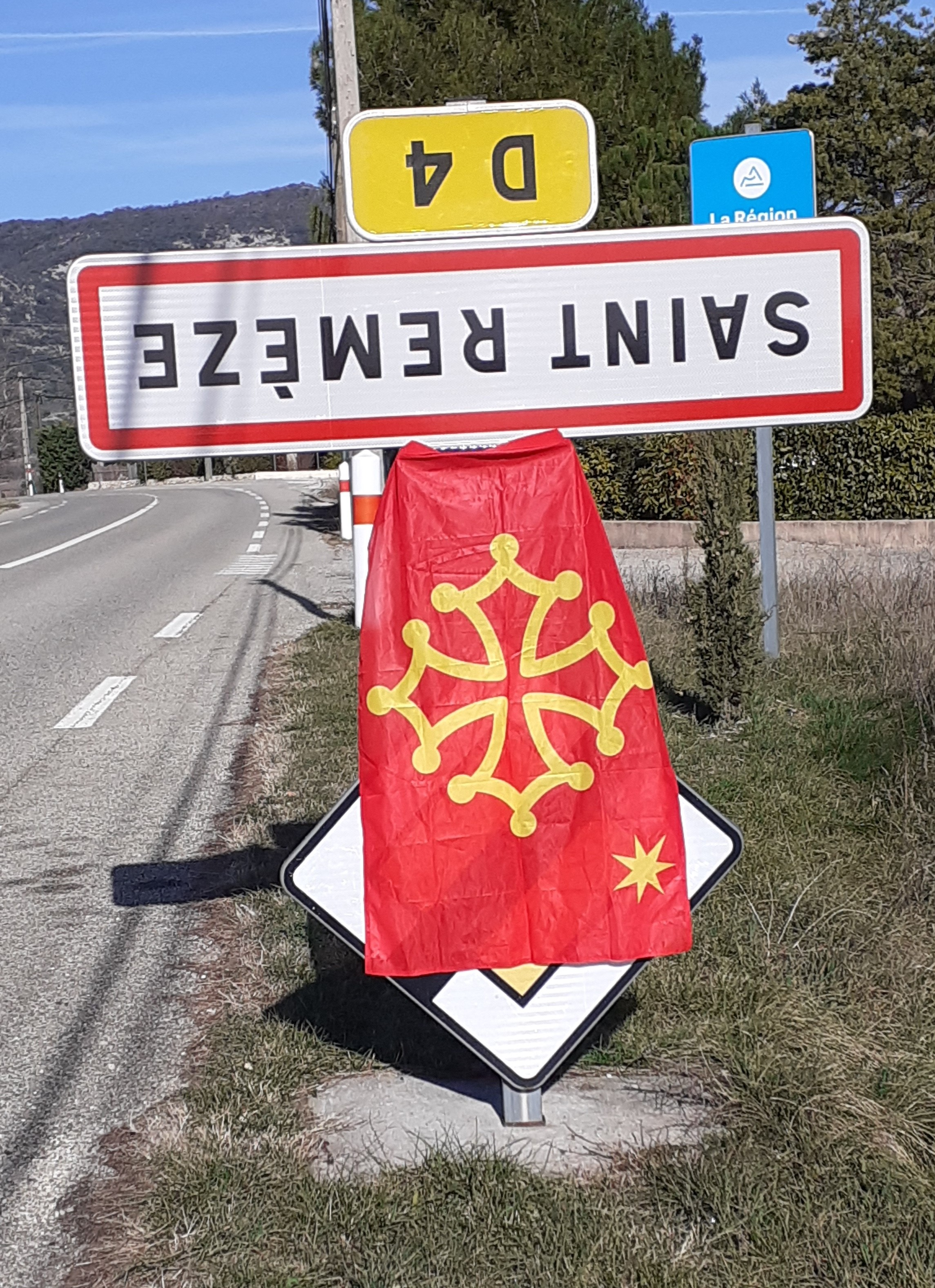
Panneau retourné à Saint-Remèze (Ardèche).
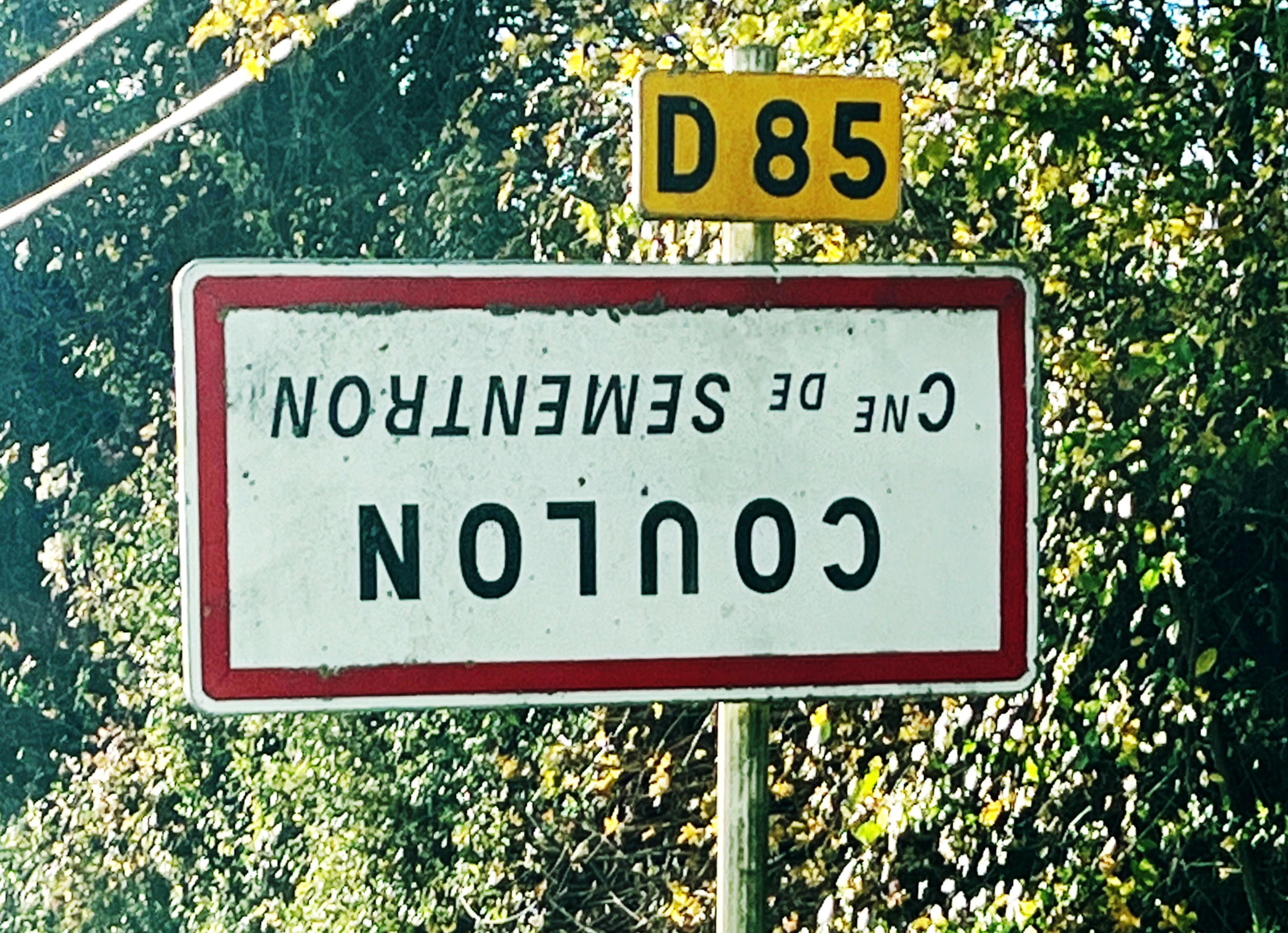
Panneau retourné à Sementron (Yonne) le 25 novembre 2023.
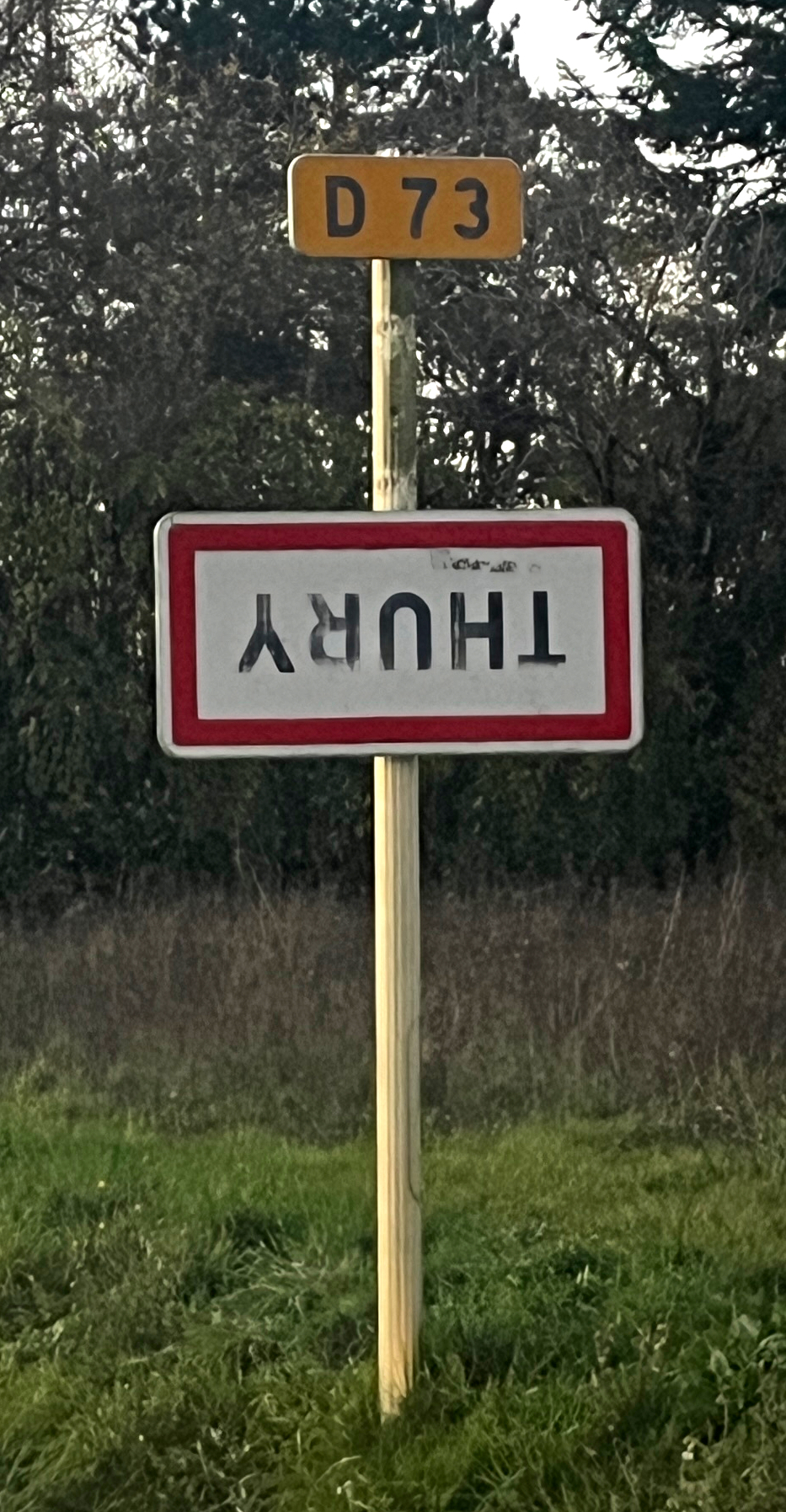
Panneau retourné à Thury (Yonne) le 25 novembre 2023.
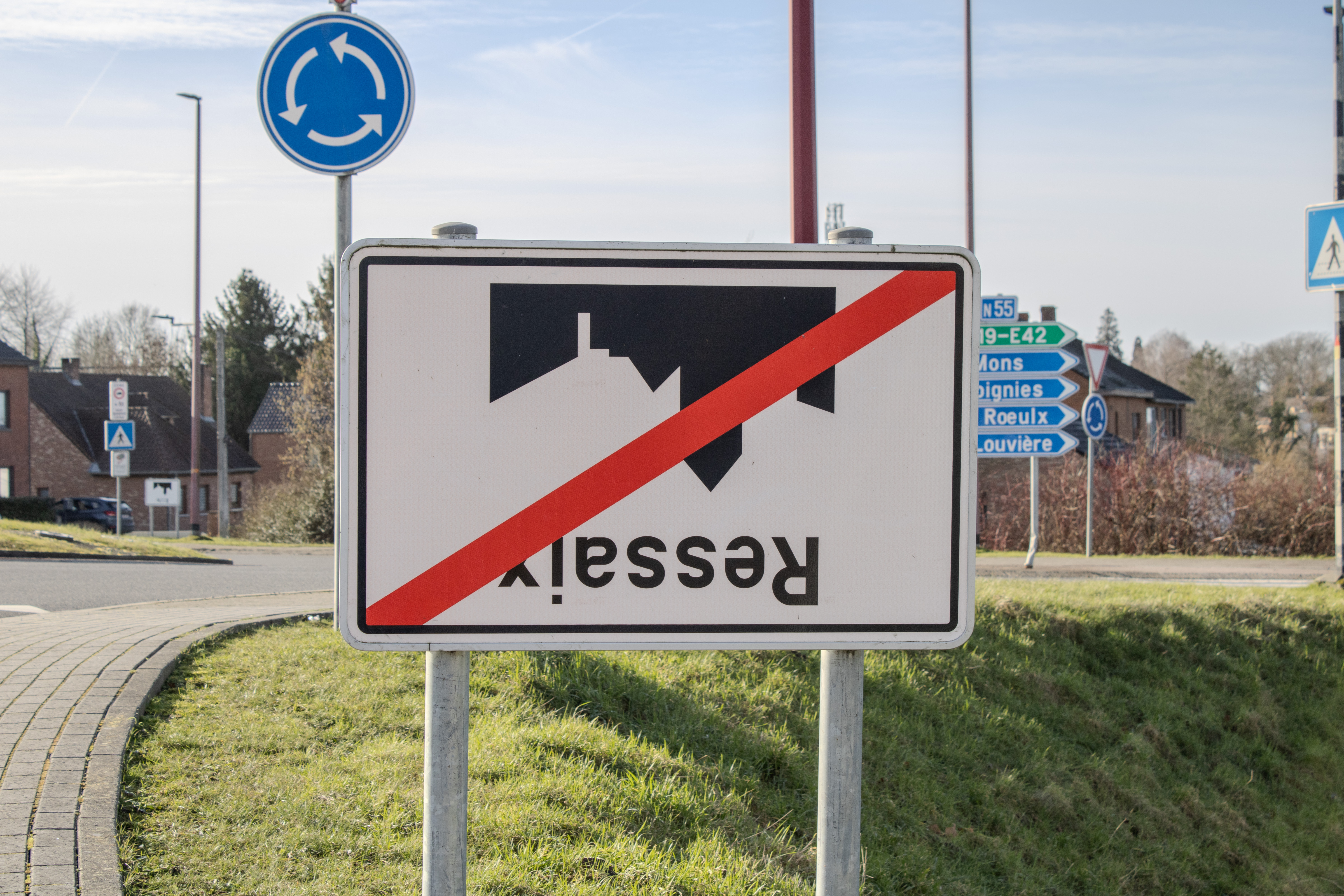
Panneau retourné à Ressaix (Belgique) le 27 janvier 2024.
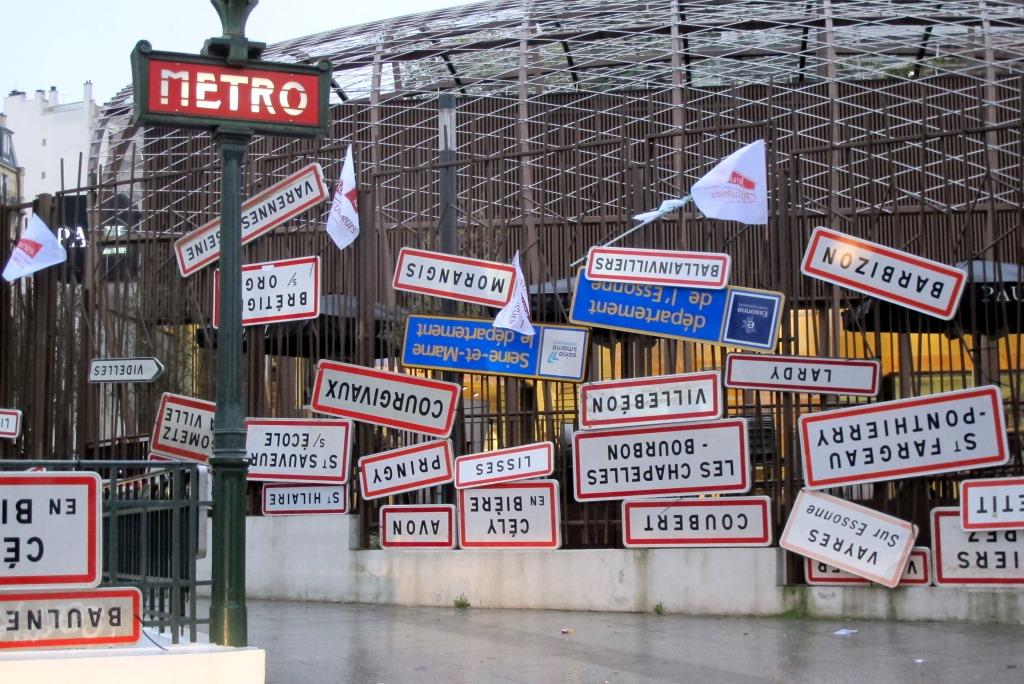
Panneaux retournés au salon international de l'agriculture en février 2024.
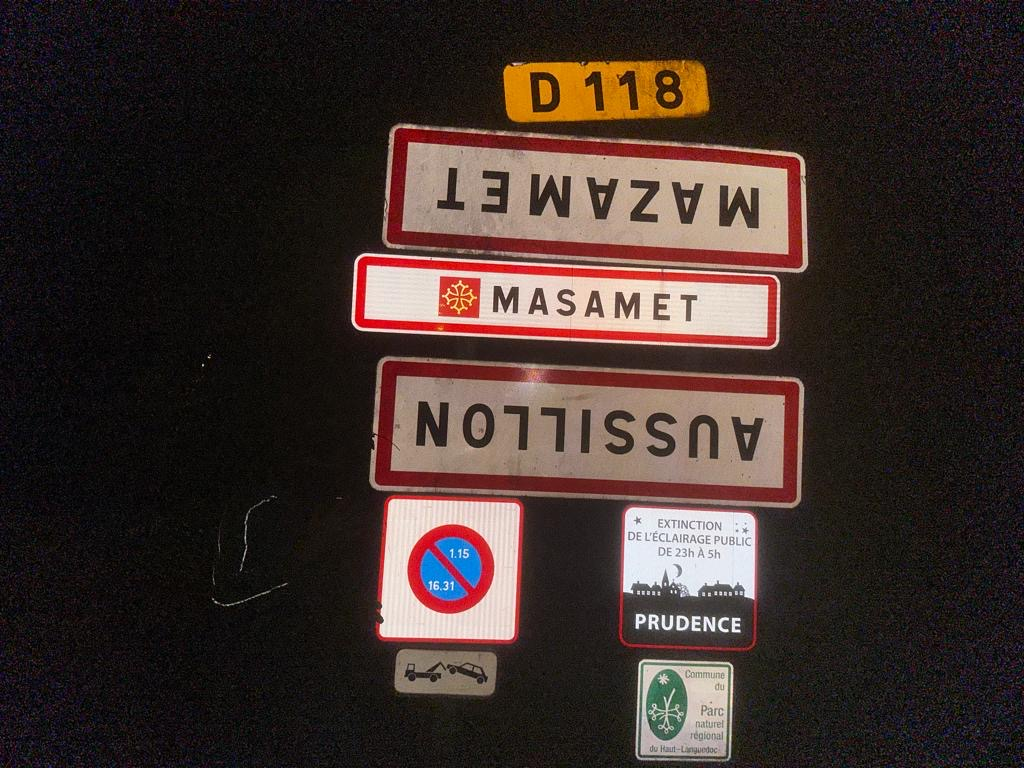
Panneau retourné de la ville de Mazamet, dans le Tarn (Occitanie) le 29 octobre 2023